# Kissaviarsuk-33

Logo du Kissaviarsuk-33

Kissaviarsuk-33 est un club de football et de handball groenlandais fondé en 1933. Il est basé à Qaqortoq. C'est le premier club de football groenlandais à avoir vu le jour.

## Palmarès

### Football
- Championnat :
  - 1987, 1988, 1991, 1998, 2003
  - second : 1989, 1995, 1997, 2007
  - troisième : 1990, 1999
- Championnat féminin :
  - Néant

### Handball
- Championnat :
  - 2000, 2003